# Minas Geraes (couraçado)
O Minas Geraes foi um navio couraçado brasileiro, do tipo dreadnought, operado pela Marinha do Brasil e nomeado em homenagem ao estado de Minas Gerais. Construído pelos estaleiros da Armstrong Whitworth, em Newcastle upon Tyne, suas obras se iniciaram em abril de 1907, sendo lançado em setembro do ano seguinte e comissionado em abril de 1910, o que fez do Brasil o terceiro país no mundo a ter um couraçado em sua marinha, iniciando uma corrida armamentista naval na América do Sul.
Dois meses após sua conclusão, em janeiro de 1910, o Minas Geraes foi destaque na revista Scientific American, que o descreveu como "a última palavra em design de encouraçado pesado e [...] o navio de guerra mais poderosamente armado". Em novembro de 1910, o Minas Geraes foi o foco da Revolta da Chibata. O motim, desencadeado por racismo e abuso físico, se espalhou para outros navios da Marinha, incluindo seu irmão São Paulo, o velho navio de defesa costeira Deodoro e o recém-comissionado cruzador Bahia. Liderados pelo "Almirante Negro" João Cândido Felisberto, os amotinados ameaçaram bombardear a capital brasileira do Rio de Janeiro se suas demandas não fossem atendidas. Como não foi possível acabar com a situação militarmente – as únicas forças leais nas proximidades eram pequenos torpedeiros e tropas do exército confinadas em terra – o Congresso Nacional do Brasil cedeu às demandas dos rebeldes, incluindo a concessão de anistia, encerrando pacificamente o motim.
Quando o Brasil entrou na Primeira Guerra Mundial em 1917, a Marinha Real Britânica recusou a oferta do Brasil do Minas Geraes para servir na Grande Frota porque o navio estava defasado; ele não havia passado por obras de modernização desde que entrou em serviço, telêmetros e um sistema de controle de tiro ainda não tinham sido adicionados. O São Paulo passou por uma modernização nos Estados Unidos em 1920; em 1921, o Minas Geraes recebeu o mesmo tratamento. Um ano depois, o Minas Geraes partiu para combater a primeira das revoltas tenentistas. O São Paulo bombardeou o forte dos rebeldes e eles se renderam logo depois; Minas Geraes não disparou. Em 1924, os amotinados tomaram o São Paulo e tentaram persuadir as tripulações do Minas Geraes e vários outros navios a se juntarem a eles, mas não tiveram sucesso.
O Minas Geraes foi modernizado no Estaleiro Naval do Rio de Janeiro na década de 1930, e passou por novas reformas de 1939 a 1943. Durante a Segunda Guerra Mundial, o navio foi fundeado em Salvador como principal defesa do porto, pois era muito antigo para desempenhar um papel ativo na guerra. Nos últimos nove anos de sua vida útil, o Minas Geraes permaneceu praticamente inativo e foi rebocado para a Itália para desmantelamento em março de 1954.

## História

### Antecedentes
A partir do final da década de 1880, a Marinha do Brasil caiu em obsolescência, favorecida pela revolução de 1889, que depôs o imperador Dom Pedro II, e revoltas navais em 1891 e 1893 – 94. Na virada do século XX, estava ficando atrás das marinhas chilena e argentina em qualidade e tonelagem total, apesar de o Brasil ter quase três vezes a população da Argentina e quase cinco vezes a população do Chile.
A crescente demanda por café e borracha trouxe prosperidade à economia brasileira naquela época. O governo do Brasil usou parte do dinheiro extra desse crescimento econômico para financiar um grande programa de construção naval em 1904, que autorizou a construção de um grande número de navios de guerra, incluindo três encouraçados. O Ministro da Marinha, Almirante Júlio César de Noronha, assinou contrato com a Armstrong Whitworth para a construção de três encouraçados em 23 de julho de 1906. Enquanto os primeiros projetos para esses navios foram derivados do navio norueguês de defesa costeira Norge e da britânica (originalmente chilena) classe Swiftsure, os navios contratados deveriam seguir o Design 439 da Armstrong Whitworth (Design 188 nos arquivos da Vickers). Esse projeto previa um encouraçado que deslocaria 11 800 toneladas longas (12 mil toneladas), teria uma velocidade de dezenove nós (35 quilômetros por hora), e seria protegido por um cinturão blindado de 228 milímetros e uma blindagem de convés de 38 milímetros. Cada navio estaria armado com doze canhões de 254 milímetros montados em seis torres gêmeas. Essas torres seriam montadas em uma configuração hexagonal, semelhante à da classe Nassau.
Dois desses navios seriam entregues pela Armstrong em Elswick (Minas Geraes e Rio de Janeiro), enquanto o outro seria terceirizado à Vickers em Barrow (São Paulo). No entanto, o novo conceito de dreadnought, que ganhou força em dezembro de 1906 após a conclusão do navio homônimo, tornou os navios brasileiros obsoletos. O dinheiro autorizado para expansão naval foi redirecionado pelo novo ministro da Marinha, contra-almirante Alexandrino Faria de Alencar, para a construção de dois dreadnoughts, com planos para um terceiro após a conclusão do primeiro, dois cruzadores (que se tornaram a classe Bahia), dez contratorpedeiros (classe Pará), e três submarinos (classe Foca). Os três couraçados cuja construção havia acabado de começar foram desmontados a partir de 7 de janeiro de 1907, e o projeto dos novos encouraçados foi aprovado pelos brasileiros em 20 de fevereiro de 1907.
Mesmo que o custo maior desses navios significasse que apenas dois navios poderiam ser entregues imediatamente, os planos seguiram em frente. Minas Geraes, o navio líder, foi lançado pela Armstrong em 17 de abril de 1907, seguido por São Paulo, treze dias depois, terceirizado para a Vickers. A notícia chocou os vizinhos do Brasil, especialmente a Argentina, cujo ministro das Relações Exteriores comentou que tanto Minas Geraes quanto São Paulo poderiam destruir toda a frota argentina e chilena. Além disso, o pedido do Brasil significava que eles haviam lançado um dreadnought antes de muitas das outras grandes potências marítimas, como Alemanha, França ou Rússia, e os dois navios fizeram do Brasil o terceiro país a ter dreadnoughts sob construção, atrás do Reino Unido e dos Estados Unidos. Em particular, os Estados Unidos agora tentavam ativamente por o Brasil como aliado; surpresos, os jornais navais dos EUA começaram a usar termos como "pan-americanismo" e "cooperação hemisférica". Jornais de todo o mundo, principalmente na Grã-Bretanha e na Alemanha, especulavam que o Brasil estaria agindo como um representante de outra potência naval que se apoderaria dos dois dreadnoughts logo após a conclusão, pois não acreditavam que um país anteriormente insignificante pudesse adquirir um armamento tão poderoso.

### Início de carreira

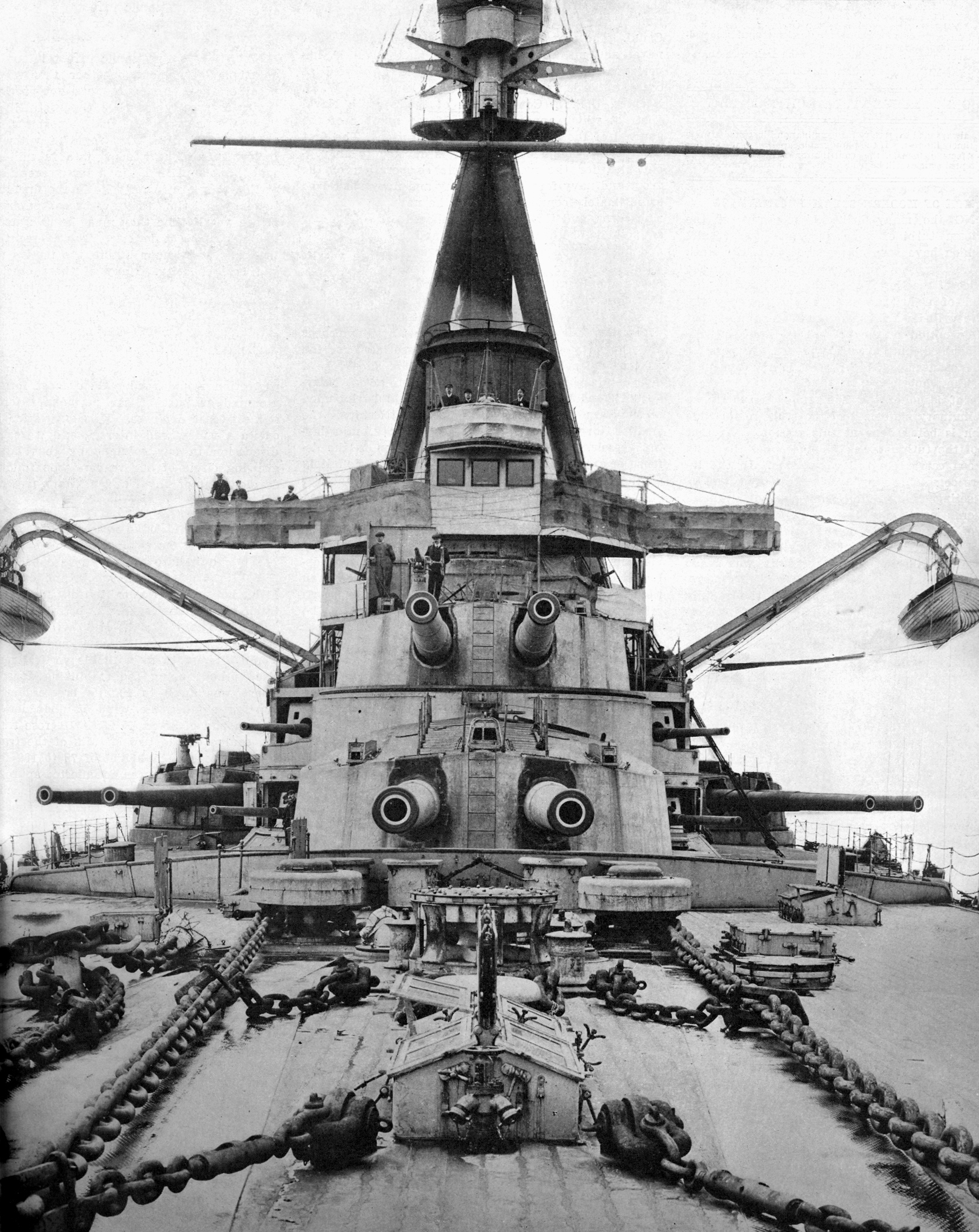
Superestrutura e canhões principais do Minas Geraes em 1910; observe a presença de torres de artilharia em ambos os lados da superestrutura

O Minas Geraes foi batizado por Regis de Oliveira, esposa do ministro brasileiro na Grã-Bretanha, e lançado em Newcastle-on-Tyne em 10 de setembro de 1908. Durante a montagem, foi transferido para o Walker Yard de Vickers, e milhares viram o navio incompleto passar por baixo e através de pontes suspensas e móveis. Após a conclusão, o Minas Geraes foi entregue pela Armstrong em 5 de janeiro à Comissão Brasileira, enquanto a tripulação do navio foi reunida no convés.  A Marinha Real Britânica realizou seus testes de artilharia a pedido da Armstrong e com a anuência do governo brasileiro. Embora a ideia de ter torres de superdisparo não fosse nova - os encouraçados americanos da classe South Carolina também foram projetados e construídos dessa maneira na mesma época – os testes atraíram o interesse de algumas nações, que enviaram representantes para observar. Eles queriam resolver duas questões principais: o efeito que o disparo das torres superiores de superdisparo teria sobre os tripulantes dos canhões inferiores e se a fumaça do disparo dos canhões inferiores prejudicaria as capacidades de mira da torre superior. Os testes resolveram satisfatoriamente ambas as questões.
O Minas Geraes deixou Tyne em 5 de fevereiro de 1910 e viajou para Plymouth antes de iniciar uma viagem para os Estados Unidos em 8 de fevereiro. Quando o navio chegou em Norfolk, na Virgínia, escoltou o cruzador blindado norte-americano North Carolina, que transportava o corpo do ex-embaixador brasileiro nos Estados Unidos Joaquim Nabuco (falecido em Washington, D.C., em 17 de Janeiro) para o Rio de Janeiro. Os dois navios zarparam no dia 17 março de 1910 e chegaram ao Rio de Janeiro um mês depois, onde foi comissionado na Marinha do Brasil em 18 de abril.

Logo após sua chegada ao Brasil, a prosperidade do país começou a diminuir e uma severa depressão atingiu a economia brasileira. As dificuldades econômicas, o racismo prevalecente em todos os ramos das Forças Armadas brasileiras, e a severa disciplina imposta a todos os navios da Marinha geraram um motim conhecido como Revolta da Chibata, entre os marinheiros dos mais poderosos navios.

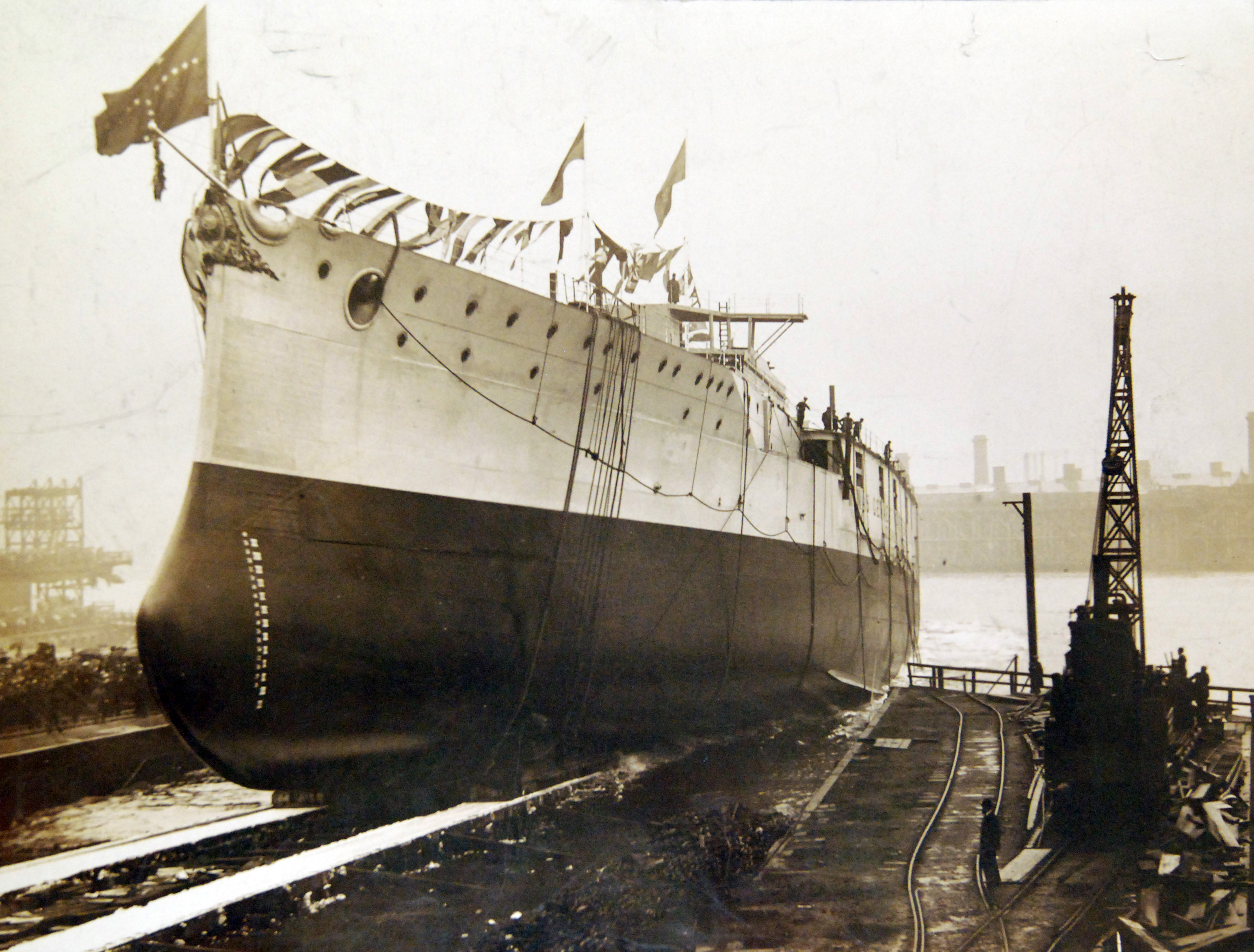
Lançamento do Minas Geraes
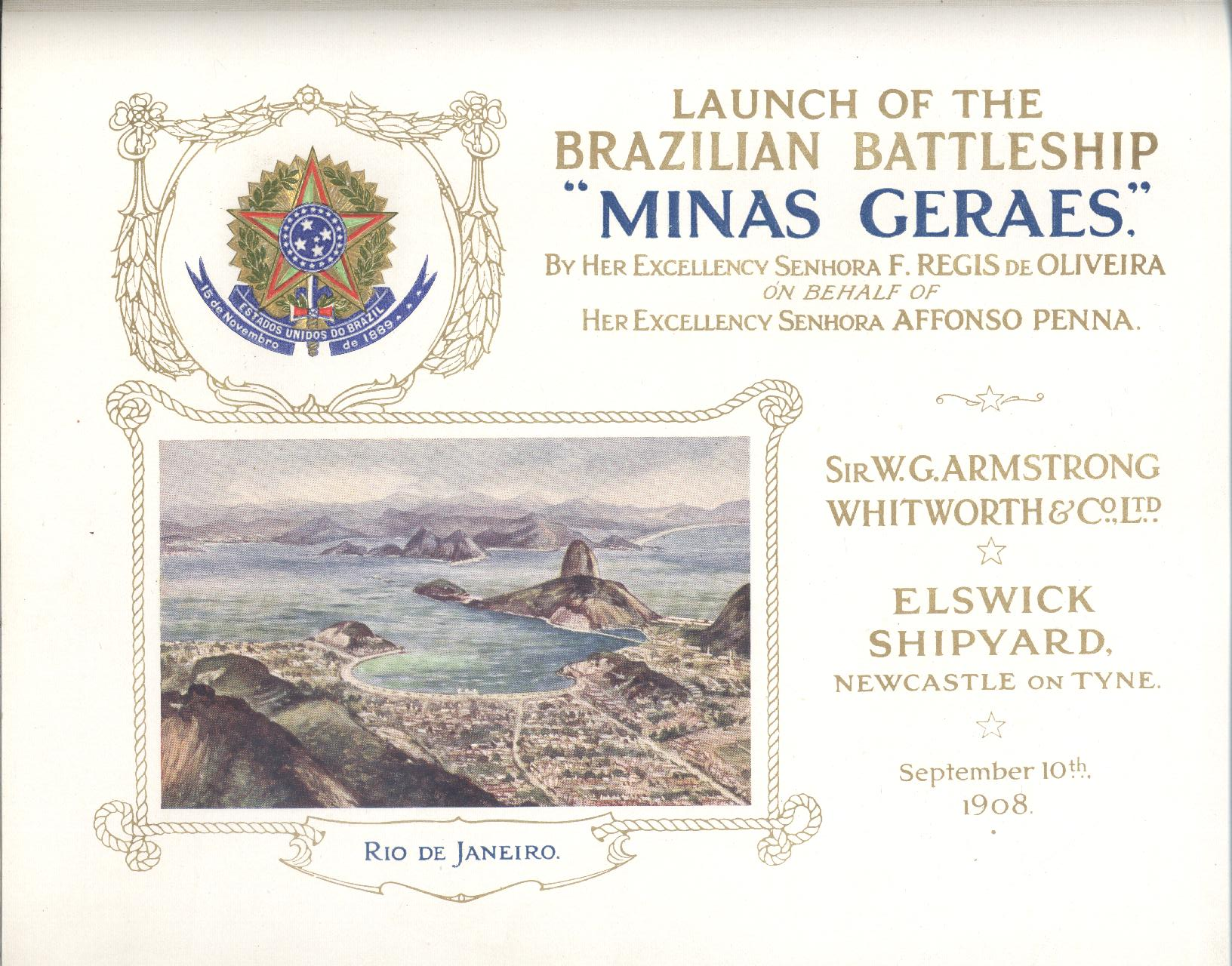
Convite para o lançamento de Minas Geraes em 10 de setembro de 1908
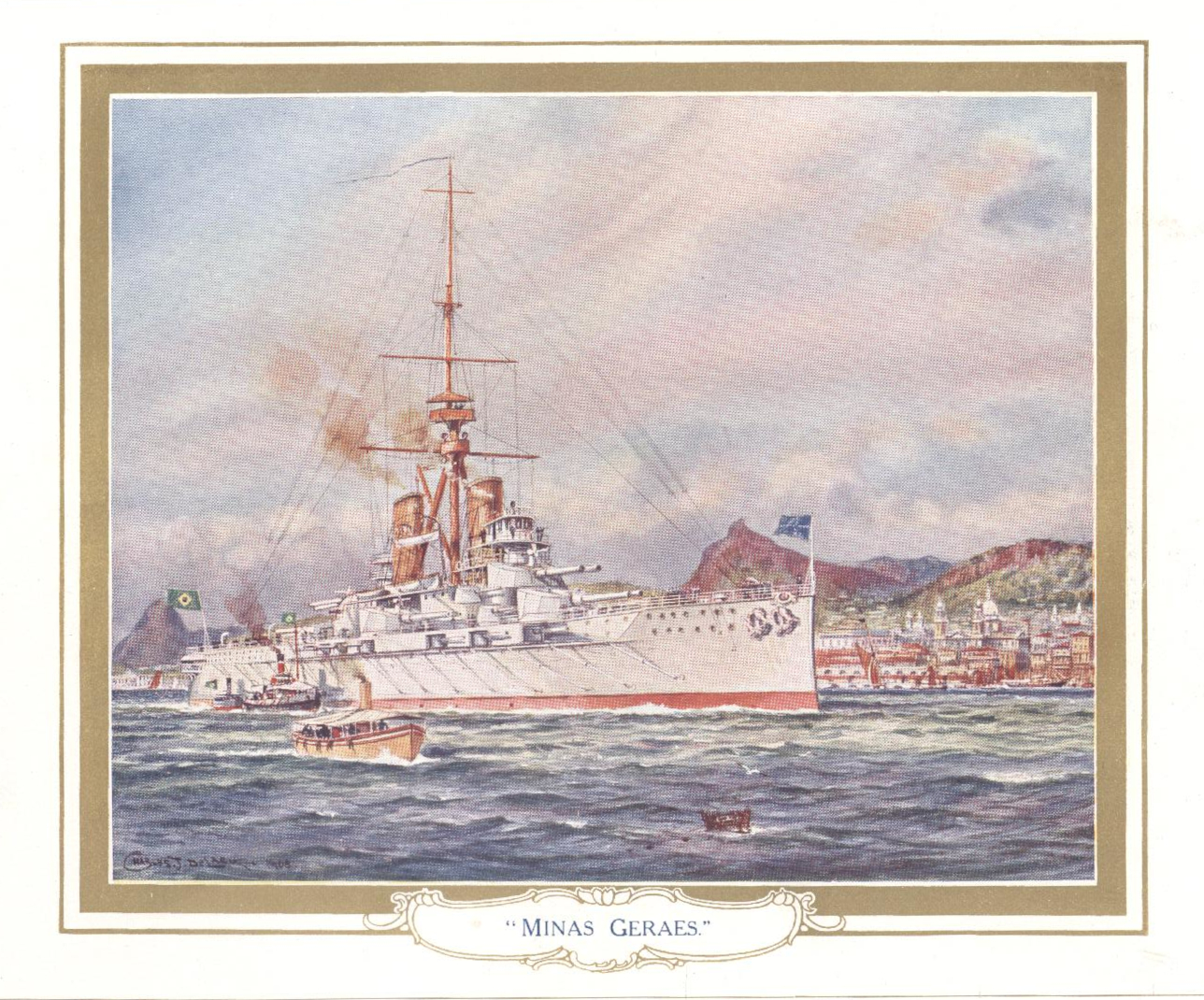
Minas Geraes pintada em 1908 por Charles de Lacy para Armstrong Whitworth, a partir de livreto impresso disponível no lançamento

#### Revolta da Chibata
A centelha inicial foi dada em 16 de novembro de 1910, quando o marinheiro afro-brasileiro Marcelino Rodrigues Menezes foi brutalmente açoitado 250 vezes por insubordinação. As costas do marinheiro foram posteriormente descritas por José Carlos de Carvalho, um capitão aposentado da Marinha designado para ser o representante do governo brasileiro junto aos amotinados, como "uma tainha cortada para salgar". Muitos marinheiros afro-brasileiros eram filhos de ex-escravos, ou ex-escravos libertados pela Lei Áurea (abolição), mas forçados a entrar na marinha. Eles planejavam uma revolta há algum tempo, e Menezes se tornou o catalisador. A revolta começou a bordo do Minas Geraes por volta das 10 da noite de 22 de novembro; o comandante do navio e vários tripulantes leais foram assassinados no processo. Logo depois, o São Paulo, o novo cruzador Bahia, o navio de defesa costeira Deodoro, o República, o navio-escola Benjamin Constant e os torpedeiros Tamoio e Tymbira se revoltaram com pouca violência. Os primeiros quatro navios representavam os navios mais novos e mais fortes da marinha; Minas Geraes, São Paulo e Bahia haviam sido concluídos e comissionados apenas alguns meses antes. Deodoro tinha doze anos e tinha passado por uma reforma. As tripulações dos navios de guerra menores representavam apenas dois por cento dos amotinados, e alguns se mudaram para os navios maiores após o início da revolta.
Os navios estavam bem abastecidos de alimentos, munições e carvão, e a única reivindicação dos amotinados – liderados por João Cândido Felisberto – era a abolição do que chamavam de escravidão: eles se opunham aos baixos salários, longas jornadas, treinamento inadequado e punições, incluindo o bolo (ser golpeado na mão com uma virola) e o uso de chicotes ou chicotadas (chibata), que acabou se tornando um símbolo da revolta. No dia 23, o Congresso Nacional começou a discutir a possibilidade de uma anistia geral para os marinheiros. O senador Ruy Barbosa, há muito opositor da escravidão, deu grande apoio, e a medida foi aprovada por unanimidade no Senado Federal em 24 de novembro. A medida foi então encaminhada à Câmara dos Deputados.
Derrotados pelos revoltosos, os oficiais da marinha e o presidente do Brasil se opuseram firmemente à anistia, então rapidamente começaram a planejar o assalto aos navios rebeldes. Os oficiais acreditavam que tal ação era necessária para restaurar a honra do serviço. Os rebeldes, acreditando que um ataque era iminente, navegaram seus navios para fora da Baía de Guanabara e passaram a noite de 23 para 24 de novembro no mar, retornando apenas durante o dia. No final do dia 24, o presidente ordenou que os oficiais da marinha atacassem os amotinados. Oficiais tripulavam alguns navios de guerra menores e o cruzador Rio Grande do Sul, navio irmão do Bahia e armado com dez canhões de 119 milímetros. Eles planejavam atacar na manhã do dia 25, quando o governo esperava que os amotinados voltassem à Baía de Guanabara. Quando eles não retornaram e a medida de anistia se aproximou da Câmara dos Deputados, a ordem foi rescindida. Depois que o projeto foi aprovado por 125 a 23 e o presidente o sancionou, os amotinados se retiraram no dia 26.
Durante a revolta, muitos observadores notaram que os navios eram bem manejados, apesar da crença anterior de que a Marinha do Brasil era incapaz de operar efetivamente os navios mesmo antes de ser dividida por uma rebelião. João Cândido Felisberto ordenou que todas as bebidas fossem jogadas ao mar, e a disciplina nos navios foi reconhecida como exemplar. Os canhões de 119 milímetros eram frequentemente usadas para tiros sobre a cidade, mas as de 304 milímetros não, o que levou a uma suspeita entre os oficiais navais de que os rebeldes eram incapazes de usá-las. Pesquisas e entrevistas posteriores indicam que os canhões do Minas Geraes estavam em pleno funcionamento, e enquanto os do São Paulo não podiam ser acionados depois que a água salgada contaminou o sistema hidráulico. Os engenheiros britânicos ainda a bordo do navio após a viagem do Reino Unido estavam trabalhando no problema. Ainda assim, os historiadores nunca verificaram quão bem os amotinados poderiam lidar com os navios.
As tripulações dos torpedeiros permaneceram leais ao governo, e as tropas do exército deslocaram-se para o palácio presidencial e para o litoral, mas nenhum grupo conseguiu deter os amotinados; um grande problema para as autoridades era que muitos dos homens que guarneciam as defesas do porto do Rio de Janeiro eram simpatizantes da causa dos amotinados. A possibilidade adicional de bombardeio da capital forçou o Congresso Nacional do Brasil a ceder às demandas dos rebeldes. As demandas incluíam a abolição da flagelação, melhores condições de vida e a concessão de anistia a todos os amotinados. O governo também emitiu indultos oficiais e uma declaração de arrependimento. Sua submissão resultou no fim da rebelião em 26 novembro, quando o controle dos quatro navios foi devolvido à marinha.
Em 1913, o Minas Geraes levou o ministro brasileiro das Relações Exteriores, Lauro Müller, aos Estados Unidos, retribuindo a visita que o secretário de Estado norte-americano Elihu Root havia feito ao Brasil sete anos antes.

### Primeira Guerra Mundial

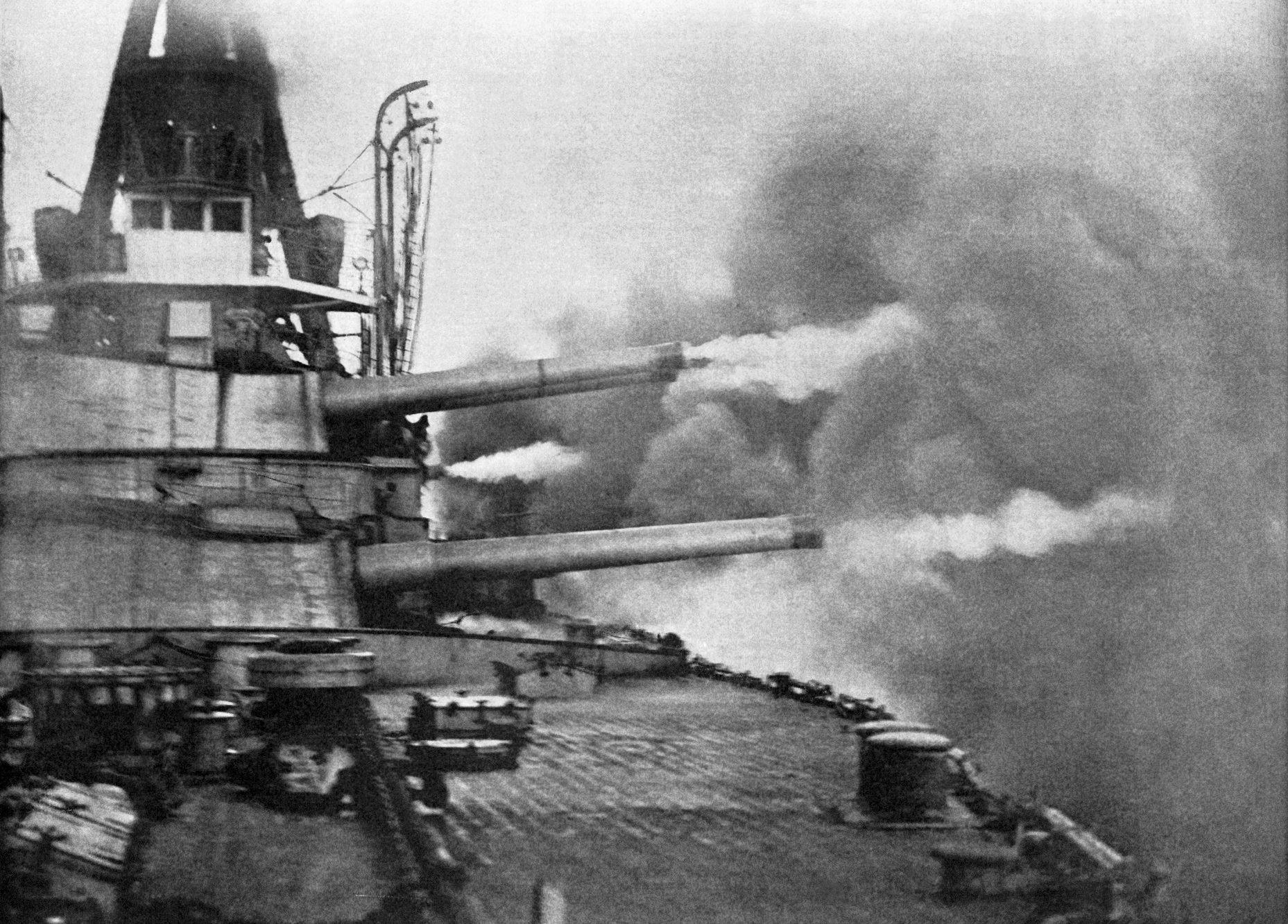
Testes dos canhões do Minas Geraes; esta foto foi tirada quando dez canhões de 304 milímetros foram virados para bombordo para disparar uma salva completa. Um artigo da Scientific American de 1910 observou que este foi "o maior ataque já disparado de um navio de guerra".

Embora a Primeira Guerra Mundial não tenha tocado o solo brasileiro, ela teve efeitos devastadores sobre a economia do país. Os preços da borracha e do café caíram; a guerra tinha apenas uma pequena necessidade de borracha, e a Grã-Bretanha não permitia café na Europa, pois o espaço em navios mercantes era reservado para "itens essenciais". Além disso, o café foi declarado como contrabando, de modo que todo carregamento brasileiro para as Potências Centrais estava sujeito a busca e apreensão; até mesmo os embarques para alguns países neutros foram barrados para garantir que nenhum café passasse. Apesar dessas restrições, o Brasil neutro foi pró-aliado nos três primeiros anos da guerra por causa de sua frota mercante considerável; como os navios mercantes dos países aliados foram afundados, os navios brasileiros puderam retomar as rotas que estavam desocupadas. Essa política os expôs ao ataque de submarinos alemães e, após a declaração alemã de guerra submarina irrestrita em fevereiro de 1917, vários navios brasileiros foram afundados, aproximando o país de declarar guerra às Potências Centrais.
O Brasil revogou sua neutralidade na guerra entre os Estados Unidos e a Alemanha em 1 de junho de 1917, mas não declarou guerra. Ao mesmo tempo, todos os navios mercantes alemães estacionados nos portos brasileiros, 45 ao todo, foram abordados e apreendidos; a maioria estava inutilizada por negligência ou sabotagem. Em 28 de junho, o Brasil revogou sua neutralidade entre todas as potências aliadas e centrais, mas novamente não chegou a declarar guerra; esse movimento permitiu que os mercadores brasileiros viajassem em comboios aliados.
A Marinha do Brasil foi enviada para patrulhar o Atlântico Sul com unidades navais francesas, britânicas e americanas, embora nenhum de seus navios tivesse capacidade antissubmarina e, não estando em guerra com as Potências Centrais, seus navios não deveriam engajar qualquer ameaça fora das águas territoriais. Outro navio mercante brasileiro, Macao, foi afundado pelo submarino alemão U-93 na costa da Espanha em 18 de outubro, e oito dias depois o Brasil declarou guerra.
O Brasil se ofereceu para enviar o Minas Geraes e São Paulo para servir na Grande Frota Britânica, mas esta oferta foi recusada porque ambos os navios estavam em más condições e careciam de modernos sistemas de controle de fogo. Nenhum dos dois dreadnoughts passou por qualquer tipo de reforma desde sua construção original na Grã-Bretanha. Quatorze das dezoito caldeiras do São Paulo falharam ao viajar para Nova York em junho de 1918 para uma modernização.

### Período entreguerras

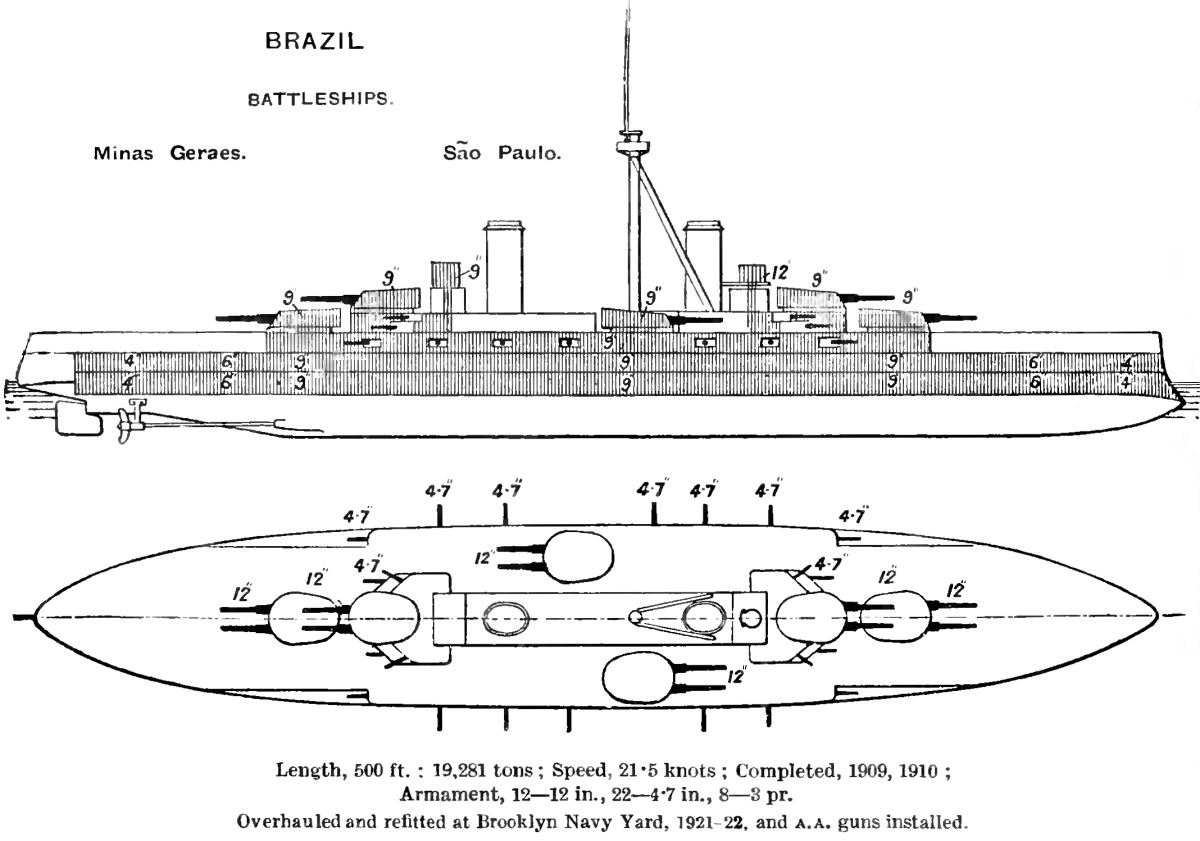
Esboços de um navio da classe Minas Geraes do Brassey's Naval and Shipping Annual de 1923, retratando os navios após a reforma da década de 1920 nos Estados Unidos

A reforma do São Paulo foi concluída em 17 de janeiro de 1920 com ele voltando ao Brasil; em 15 de julho o Minas Geraes partiu para Nova York para sua própria reforma. Começando em 22 de agosto, dia em que chegou, e terminando em 4 de outubro de 1921, o encouraçado foi dramaticamente modernizado, com equipamentos de controle de fogo Sperry e telêmetros Bausch e Lomb para as duas torres de superdisparo, proa e ré. Uma antepara de blindagem vertical foi instalada dentro das torres principais e a bateria secundária de 120 milímetros foi reduzida de 22 para 12 canhões; cinco canhões em casamatas foram removidos de cada lado. Alguns canhões antiaéreos foram instaladas: dois canhões de calibre 3"/50 da Bethlehem Steel foram adicionadas na superestrutura traseira, foram adicionados canhões de 37 milímetros perto de cada torre, alguns canhões foram removidos dos topos das torres. Ao ser reformado em 16 de setembro de 1921, um esquadrão de marinheiros brasileiros observou no convés traseiro do navio os restos da tripulação do acidente do dirigível ZR-2 passavam no cruzador leve britânico HMS Dauntless.
Em julho de 1922, o Minas Geraes juntou-se ao São Paulo para ajudar a reprimir a primeira Revolução Tenentista, na qual a guarnição do Forte de Copacabana, no Rio de Janeiro, se rebelou e começou a bombardear a cidade. O São Paulo bombardeou o forte e os rebeldes se renderam pouco depois; o Minas Geraes acompanhou-o, mas o Forte içou a bandeira branca antes que ele tivesse oportunidade de disparar.
Em 5 de julho de 1924, outra revolta tenentista foi deflagrada em São Paulo. Às 22h00 a Esquadra de Exercícios, composta do Minas Geraes e contratorpedeiros de escolta, suspendeu da Guanabara. Às 15h00 do dia seguinte o Minas Geraes fundeou no estuário de Santos e desembarcou um batalhão de 470 marinheiros, incluindo um destacamento de fuzileiros navais. Esta força terrestre subiu a São Paulo Railway e no dia seguinte já combatia os revoltosos na cidade de São Paulo. Mais tarde no conflito, dois canhões de 47 milímetros do Minas Geraes foram retirados e montados em gôndolas da estrada de ferro, juntamente com outras 14 peças de artilharia naval, para servir de apoio de artilharia aos legalistas em São Paulo.
No mesmo ano, o Minas Geraes se envolveu em outro motim naval, mas permaneceu do lado do governo. O primeiro tenente Hercolino Cascardo, sete segundos tenentes e outros tomaram o São Paulo no porto do Rio de Janeiro em 4 de novembro de 1924. Seu objetivo era forçar o governo a libertar prisioneiros que haviam participado das revoltas tenentistas de 1922 do confinamento a bordo do navio-prisão Cuiabá; as demandas dos amotinados não foram atendidas. As caldeiras do São Paulo foram então acionadas, e o navio "vaporou ameaçadoramente" em torno do Minas Geraes na tentativa de atrair seus e outros navios para se juntarem à rebelião. O São Paulo só conseguiu convencer a tripulação de um antigo torpedeiro à sua causa. Sua tripulação, irritada com o fato de Minas Geraes não se juntar a eles, atirou em um canhão de 152 milímetros em Minas Geraes, ferindo um cozinheiro. Os amotinados então saíram do porto, trocando tiros na entrada ao longo do caminho. Mas o São Paulo não tinha condições de luta; sob suspeitas do governo, estava com tripulação e armamento reduzidos e só cinco caldeiras funcionando. Os revoltosos surpreenderam-se quando o Minas Geraes não os perseguiu; em vez disso, o encouraçado legalista, que estava bem aparelhado e com todas caldeiras funcionando, foi a Cabo Frio e voltou. O São Paulo tomou o rumo do asilo em Montevidéu, Uruguai.

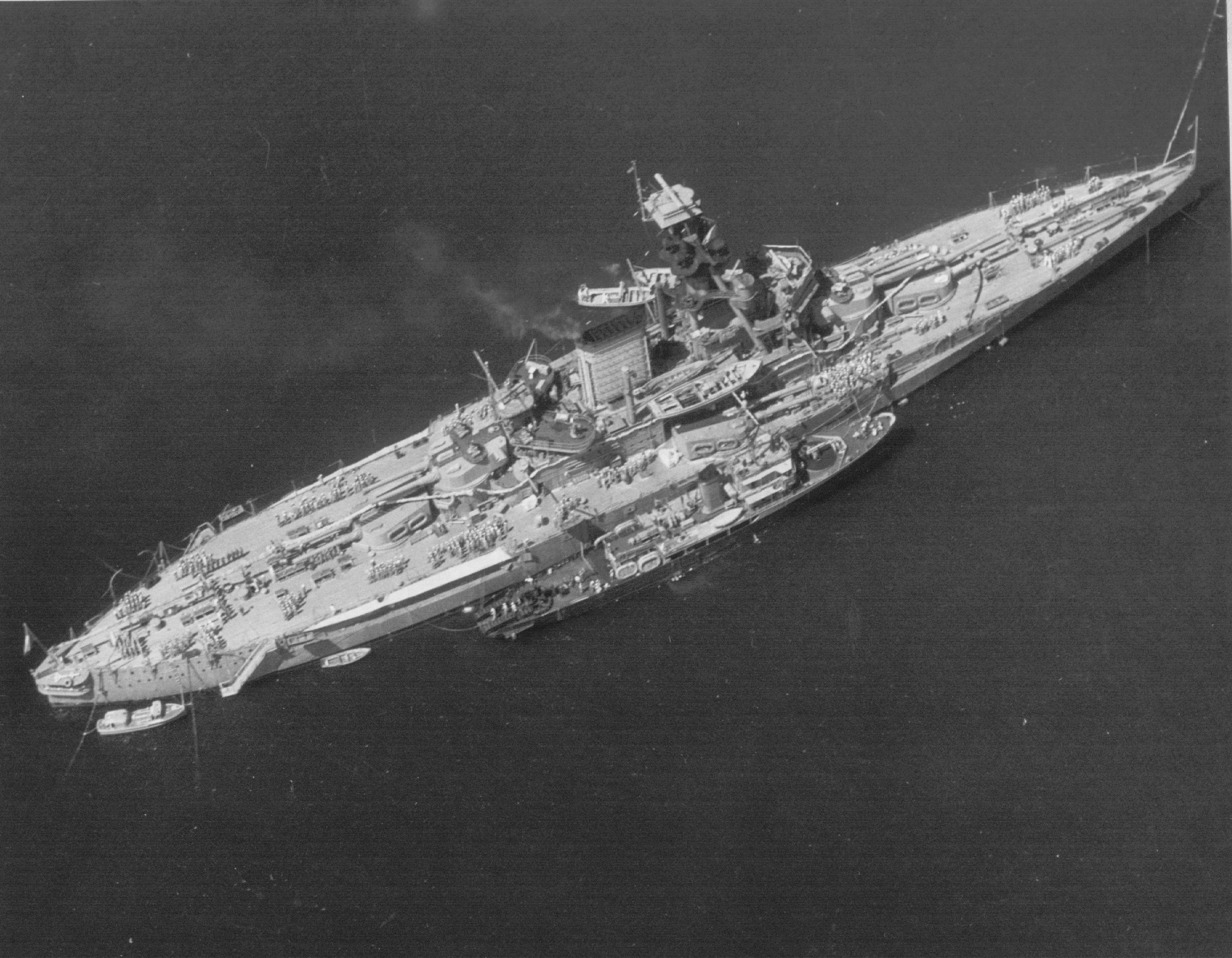
Vista aérea do Minas Geraes após a modernização

Entre junho de 1931 e abril de 1938, o Minas Geraes foi totalmente reconstruído e modernizado no Estaleiro Naval do Rio de Janeiro. Foi convertido de sua antiga combinação de óleo e carvão para queima totalmente a óleo. Todas as dezoito das caldeiras Babcock & Wilcox originais foram removidas em favor de seis novas caldeiras John I. Thornycroft & Company. A antiga sala de caldeiras n.º 1 e todos os doze depósitos de carvão laterais foram convertidos em tanques de armazenamento de óleo combustível; os depósitos de carvão superiores foram removidos. Além disso, os dínamos do Minas Geraes foram substituídos por novos turbogeradores. A mudança estética mais evidente foi o entroncamento das tomadas da caldeira em um único funil. Os sistemas de controle de fogo que foram instalados após a Primeira Guerra Mundial também foram modernizados em favor dos telêmetros Zeiss. As armas foram revisadas; dois canhões extras de 120 milímetros foram adicionados (totalizando catorze), e seis canhões Madsen de vinte milímetros foram instalados, incluindo duas no topo da torre 'X'. A elevação máxima dos canhões de 304 milímetros foi aumentada de 13.° para 18.°.

### Anos finais

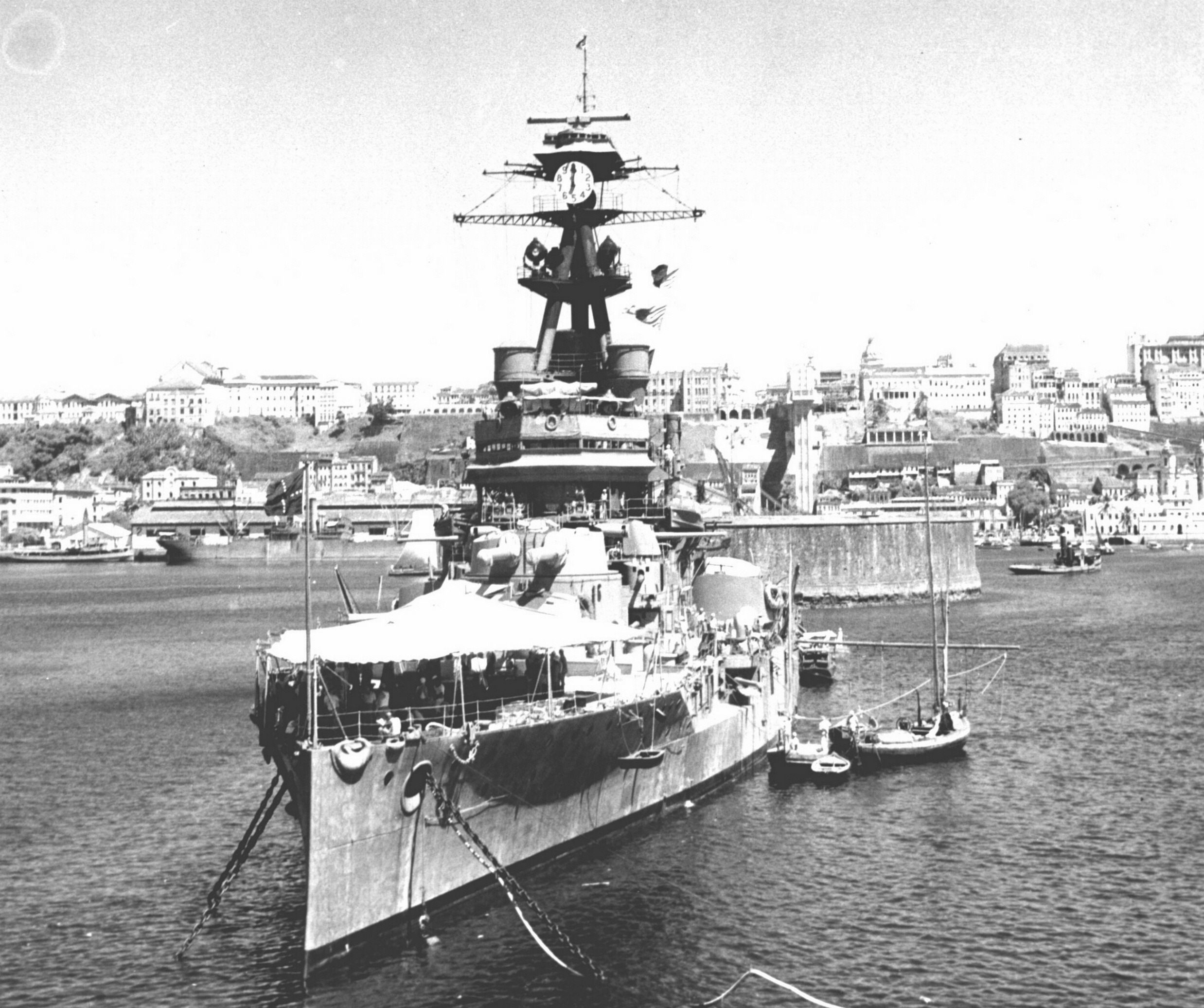
Minas Geraes em Salvador durante 1942, após sua grande reforma

Assim como na Primeira Guerra Mundial, o Brasil foi neutro durante os primeiros anos da Segunda Guerra Mundial. Ataques alemães a navios mercantes brasileiros levaram o país à guerra do lado aliado; O Brasil declarou guerra ao Eixo em 21 de agosto de 1942, entrando em vigor em 31 de agosto.
Além de três destróieres lançados em 1940 e quatro submarinos dos anos entre guerras, os navios de guerra do Brasil eram navios de guerra antigos e em sua maioria obsoletos pré-Primeira Guerra Mundial. Os pilares da frota, Minas Geraes, São Paulo, Bahia e Rio Grande do Sul, tinham mais de trinta anos. Embora o Minas Geraes tivesse sido reformado de 1939 a 1943, o navio ainda era muito velho e em condições muito ruins para qualquer papel ativo na Segunda Guerra Mundial; em vez disso, o dreadnought foi ancorado como uma bateria flutuante no porto de Salvador durante a guerra.
O Minas Geraes ficou inativo por boa parte do resto de sua carreira. Desativado em 16 de maio de 1952, serviu como quartel-general estacionário do Comandante-em-Chefe da Marinha do Brasil até 17 de dezembro daquele ano. O navio foi retirado do registo naval a 31 de Dezembro e vendido à empresa italiana de desmantelamento de navios SA Cantiere Navale de Santa Maria. Minas Geraes foi rebocado em 1 de março de 1954 e chegou a Gênova em 22 de abril; o dreadnought, que estava em serviço há mais de quarenta anos, foi desmontado para sucata no final daquele ano.